# Савельев, Фёдор Митрофанович
Фёдор Митрофанович Савельев (1889, Митино, Тобольская губерния — 5 октября 1923, Курган, Челябинская губерния) — помощник начальника Курганского уголовного розыска при управлении рабоче-крестьянской милиции, погиб при исполнении служебного долга. Участник Первой мировой войны.

## Биография
Фёдор Савельев родился в 1889 году в селе Митино Митинской волости Курганского округа Тобольской губернии, ныне село входит в Кетовский муниципальный округ Курганской области.
Учился в сельском училище, но по бедности не окончил. В селе Митинском за ним числилось 3 десятины земли.
В годы Первой мировой войны находился на фронте. 30 мая (12 июня)  1915 года ефрейтор 56-го Сибирского стрелкового полка Ф. М. Савельев заболел от удушающих газов и был направлен в госпиталь в город Москву, куда прибыл 21 июня (4 июля)  1915 года. Продолжил службу в 21-м Сибирском стрелковом полку, 15 (28) июня 1916 года ефрейтор Ф. М. Савельев был ранен у д. Линевка.
Унтер-офицер Ф. Савельев награждён Георгиевским крестом IV степени. Георгиевский кавалер ещё не раз выказал свою отвагу в бою и был трижды представлен к награждению георгиевскими медалями «За храбрость».
С 1918 года служил в советской милиции города Кургана. Пребывание в рядах советской милиции было прервано в связи со свержением Советской власти в Кургане и уезде в начале июня 1918 года.
После восстановления Советской власти 9 сентября 1919 года вновь принят в ряды рабоче-крестьянской советской милиции. Начинал с младшего пешего милиционера и продвинулся за обязательный шестимесячный срок службы до старшего пешего милиционера. Поначалу уездная и городская милиция действовали как отдельные органы правопорядка, но 20 декабря 1919 года произошло их слияние с образованием под единым управлением горуездной милиции. Курган делился на три городских милицейских района. он нёс службу во 2-м районе. По истечении обязательных 6 месяцев милицейской службы уволился.
27 мая 1920 года вновь принят на должность старшего милиционера во 2-м районе. Вскоре занял должность начальника 2-го района Курганской милиции. При этом оставался беспартийным.
В 1921 году перешёл служить в уголовный розыск в должности агента I разряда. Позже стал помощником начальника уголовного розыска.
5 октября 1923 года при попытке задержания в одном из домов по Евграфовской улице (ныне ул. Уральская) особо дерзкого бандита-конокрада был смертельно ранен выстрелом из револьвера. Произведенная в больнице операция облегчения не принесла, и в ночь на 6 октября он скончался в городе Кургане Курганского уезда Челябинской губернии, ныне город — административный центр Курганской области.
Прощание с Ф. Савельевым вылилось в пролетарские похороны и сопровождалось огромным стечением курганцев. 8 октября 1923 года под звуки похоронного марша и громовые салюты он был похоронен рядом с борцами революции на площади Урицкого, на гроб возложены венки от имени партийных и советских организаций. Прощальные речи произнесли представители от уездного комитета Российской коммунистической партии (большевиков) и горуездной милиции. Ныне территория площади Урицкого является частью Городского сада имени Александра Невского города Кургана Курганской области, могила не сохранилась.

## Семья
Ф. Савельев был женат, воспитывал троих детей.

## Память
- В городе Кургане улица Свердловская (до 1926 года — Фроловский переулок), где ранее проживал Ф. М. Савельев переименована в улицу Ф. М. Савельева[6][7].
- В городе Кургане на здании Управления организации охраны общественного порядка и взаимодействия с органами исполнительной власти субъектов Российской Федерации и органами местного самоуправления (ул. Уральская, 2) установлена мемориальная доска. На мемориальной доске была указана неточная дата — 3 октября 1923 года[8]. Впоследствии доску обновили[9] — 55°26′24″ с. ш. 65°21′51″ в. д.HGЯO